# فرفهان
فَرفَهان (خمین)، روستایی از توابع بخش مرکزی شهرستان خمین در استان مرکزی ایران است. این روستا در ۴ کیلومتری خمین قرار دارد. گای لسترنج دربارهٔ نام فرفهان می‌نویسد:فارفاان در سده هشتم شهری بزرگ بوده و اکنون دهکده‌ای نزدیک باتلاق گاوخونی است. از آنجایی که در گذشته نامگذاری آبادیها به نام گیاهان مرسوم بوده است، ممکن است نام فرفهان از «فرفهن» (خرفه) اقتباس شده باشد.

## جمعیت
این روستا در دهستان حمزه لو قرار دارد و براساس سرشماری مرکز آمار ایران در سال ۱۳۸۵، جمعیت آن ۸۴۱ نفر (۲۳۲خانوار) بوده‌است.